# Blas Pérez González
Blas Pérez González (Santa Cruz de La Palma, Canàries, 13 d'agost de 1898 - Madrid, 7 de febrer de 1978) va ser un advocat, jurista i catedràtic d'universitat espanyol que va ser Ministre de la Governació durant el Franquisme, entre 1942 i 1957.

## Biografia
Va néixer a Santa Cruz de La Palma. Va cursar els estudis de Batxillerat en els instituts de La Laguna i Barcelona, i la carrera de dret en la Universitat Central de Madrid, aconseguint el premi extraordinari fi de carrera i on va realitzar també el doctorat. Posteriorment va ingressar en el Cos Jurídic Militar, on va ser General Auditor de l'Aire.
En 1927 va obtenir per oposició la càtedra de dret civil de la Universitat de Barcelona, arribant a ser degà de la Facultat de Dret, càrrec del qual va ser deposat en declarar-se la II República per la seva ideologia conservadora.
Quan es va produir el cop d'estat del 18 de juliol de 1936 es trobava a Barcelona, va ser detingut el 27 de setembre i fou condemnar a mort, pena de la qual va poder lliurar-se gràcies a les gestions realitzades per alguns dels seus amics de la FAI (possiblement franquistes infiltrats). Després es va ocultar durant 9 mesos, fins que va poder escapar a la zona nacionalista.
Es va afiliar a la Falange Española abans de la seva unificació en el Movimiento Nacional, erò abans de la revolta militar no havia ocupat càrrec ni pertangut a cap partit polític. El 20 de maig de 1937 és destinat a l'assessoria jurídica de la Caserna General en Salamanca i Burgos i, més tard, al Tribunal Suprem, on va ser fiscal, i president a partir del 10 de novembre de 1938. Va ocupar també durant aquesta època el càrrec de delegat nacional de Justícia i Dret de la F.E.T. y de las J.O.N.S. i va ser membre de la Junta Política de la Falange.

## Ministre de la Governació
Entre el 3 de setembre de 1942 i el 25 de febrer de 1957 va ser Ministre de la Governació. Durant el seu mandat es va aprovar la Llei del Sòl d'Espanya. Amb aquesta legislació innovadora plantejava una geografia voluntària de la descentralització urbana i l'equilibri territorial, assentada sobre el control dels moviments de població i de la localització industrial.
| «                                                                         | "...limitar el creixement de les grans ciutats i vitalitzar, en canvi, els nuclis d'equilibrat desenvolupament, en els quals s'harmonitzen les economies agrícola, industrial i urbana..." | » |
| — Discurs de presentació de la Llei del Sòl davant les Corts Espanyoles.. | |   |

## Parlamentari
Després del seu cessament com a Ministre va ser Procurador en Corts per designació directa de Franco.
Va pertànyer a la Reial Acadèmia de Ciències Morales i Polítiques, i va ser president del Consell de Redacció de la Revista de Derecho Privado, i va ser conseller togado del Consell Suprem de Justícia Militar i president del Consell de Codificació de Dret Privat i del Codi de Jurisdicció de l'Aire; i també va ser conseller del Patronat de la Fundación Juan March, així com president de Nora Ibérica, S.A., i vocal en els consells d'administració de Lepanto, S.A., Compañía Trasmediterránea, Compañía de Seguros Generales o La Auxiliar de la Construcción, S.A. entre d'altres.
Li van ser concedides les següents condecoracions: Gran Creu del Mèrit Militar, Gran Creu del Mèrit Naval, Gran Creu de l'Orde Civil de la Beneficència, Gran Creu de l'Hospitalària Orde de Sant Llàtzer de Jerusalem, Creu Meritíssima de Sant Ramon de Penyafort, l'Orde d'Isabel la Catòlica i la Medalla d'Or de Segòvia.
L'avinguda Marítima de Santa Cruz de La Palma s'anomenà avenida de Blas Pérez González. Altres pobles de l'illa de La Palma han anomenat alguns carrers amb el seu nom en el seu record.

## Imputat per crims contra la humanitat i detenció il·legal
Va ser un dels trenta-cinc alts càrrecs del franquisme imputat per l'Audiència Nacional en el sumari instruït per Baltasar Garzón, pels delictes de detenció il·legal i crims contra la humanitat comesos durant la Guerra civil espanyola i en els primers anys del règim, i que no van ser processats en comprovar-se la seva defunció.
Baltasar Garzón va ser imputat per prevaricació per aquest procediment en considerar el Tribunal Suprem que, sense entrar en el fons de l'assumpte (l'acusació als líders franquistes), no tenia competències per a això.

## Publicacions
Blas Pérez González va escriure els següents llibres:
- El método jurídico (1942).
- El requisito de la viabilidad (1944).
- Rescinsión de Institución.
- Discursos Políticos.
- La obra de Prieto Bonforte.
- La extensión del derecho real de hipoteca

## Recompenses
Amb motiu del Día del Caudillo, l'1 d'octubre del 1954 es concedia la Medalla d'Or de la Joventut a l'arquebisbe de Santiago, Fernando Quiroga Palacios i als destacats falangistes José Antonio Girón de Velasco, Blas Pérez González i Emilio Rodríguez Tarduchy.